# 大卫·马绍尔
大卫·绍乌·马绍尔（英語：David Saul Marshall，1908年3月12日—1995年12月12日），简称“马绍尔”，是新加坡國父之一，曾任律師、大使、議員，在1955年至1956年担任新加坡首席部長。
马绍尔1908年出生在移民到新加坡的巴格达犹太人家庭里。上学时期曾经在新加坡的圣若瑟书院、圣安德烈书院以及莱佛士书院就读。年轻时就已经对政治与新加坡独立有着浓厚的兴趣。
马绍尔也是1965年前的一位出色律师，從無敗訴。時人给马绍尔这样的美誉：“马绍尔永遠不敗。”
21世纪的新加坡管理大学在2017年3月落成以大卫·马绍尔命名的模拟法庭。

## 早年生活
马绍尔生於新加坡，雙親是塞法迪犹太人，從奥斯曼帝国時期的巴格达移民到新加坡。他們原本姓Mashal，於1920年改為更加西化的Marshall。马绍尔有6個兄弟姊妹。他自小受正統猶太教育，先後入讀圣若瑟书院、圣安德烈书院、莱佛士书院和倫敦大學。